# David Ginola
David Ginola (Gassin, 25 de Janeiro de 1967) é um ex-futebolista francês.

## Clubes
Começou a carreira esportiva jogando no Toulon da França nas temporadas de 1985/86. Porém sua carreira começou a se firmar no Paris Saint Germain onde teve uma memorável participação no clube francês nas temporadas 1993/94, onde teve os prêmios de Jogador do Ano Francês. 
Em julho de 1995, Ginola entrou no futebol inglês iniciando no Newcastle United onde quase conquistou a temporada 1995/96. Em julho de 1997, foi vendido ao Tottenham Hotspur, onde teve uma das melhores performances. Em 2000, David Ginola definiu mais um passo em sua vida, transferiu-se para o Aston Villa e conseguiu, no verão de 2001 levar o clube de Birmingham a qualificação na Copa Intertoto assim passou para a Taça UEFA, com um companheiro sul-americano no ataque, o colombiano Juan Pablo Angel. 
Ginola ficou marcado negativamente após a derrota da França para a Bulgária por 2 a 1 em 1993. A França precisava apenas de um empate para garantir vaga na Copa do Mundo dos EUA. Ginola entrou em campo substituindo o cansado Papin. A instrução era segurar a bola e tentar marcar o segundo gol, assim matando o jogo. Ele havia entrado bem no jogo, driblando, criando e ajudando a França manter o empate. Mas quando o relógio marcava 46 do 2º tempo, Ginola desperdiçou uma bola ao tentar cruzá-la para a área vazia. A Bulgária armou um contra-ataque fulminante que culminou em outro gol de Kostadinov, o da virada e da classificação búlgara. Ginola virou bode expiatório. O próprio técnico da seleção francesa, Gérard Houllier o criticou publicamente, dizendo que era o “assassino do time” – o que rendeu um processo na justiça, tempos depois. Por mais que voasse no PSG, Ginola teve que lidar com as críticas constantes. Até voltou a jogar na seleção, depois que Aimé Jacquet assumiu. Só que preferiu deixar a França em 1995. Acabou contratado pelo Newcastle, então uma das potências da recém-criada Premier League. Depois de sua mudança para a Inglaterra, só recebeu mais duas convocações à seleção, ficando esquecido o resto da década. Mesmo sendo um dos melhores jogadores francês do período.  

## Disputa pela Presidência da FIFA
No dia 2 de junho de 2015, após a renúncia de Joseph Blatter da FIFA, ele e o Príncipe da Jordânia Ali bin Al-Hussein se candidataram para o cargo de presidente da entidade máxima do futebol.

## Títulos
Paris Saint-Germain
- Copa da França: 1992–93, 1994–95
- Campeonato Francês: 1993–94
- Copa da Liga Francesa: 1994–95

Tottenham Hotspur
- Copa da Liga Inglesa: 1998–99

Aston Villa Football Club
- Taça Intertoto da UEFA: 2001

### Prêmio individuais
- Melhor jogador francês do ano: 1993
- Melhor jogador da Ligue 1: 1993–94
- FIFA XI : 1996
- Jogador do mês da Premier League: agosto de 1995 , dezembro de 1998
- Equipe do Ano PFA Premier League : 1995–96 , 1998–99
- Jogador do ano do Tottenham Hotspur: 1998
- PFA Players' Player of the Year: 1998–99
- Futebolista Inglês do Ano pela FWA 1998–99